# Sasaram
Sasaram (Hindi: सासाराम, Urdu: سسرام) ist eine historisch bedeutsame Stadt mit rund 170.000 Einwohnern im nordindischen Bundesstaat Bihar.

## Lage und Klima
Sasaram liegt im Südwesten Bihars ca. 153 km (Fahrtstrecke) südwestlich der Stadt Patna in der Gangesebene nahe der Grand Trunk Road in einer Höhe von ca. 115 m; die für Buddhisten bedeutsame Stadt Bodhgaya ist ca. 135 km in südöstlicher Richtung entfernt. Das Klima ist meist heiß und trocken; Regen fällt fast nur in den sommerlichen Monsunmonaten.

## Bevölkerung
| Jahr      | 1901   | 1951   | 2001    | 2011    |
| Einwohner | 23.644 | 29.265 | 131.172 | 147.408 |

Gut 72,5 % der mehrheitlich Bhojpuri, Hindi und Urdu sprechenden Bevölkerung sind Hindus, etwa 25,5 % sind Moslems; Sikhs und Buddhisten sind jeweils mit gut 1 % vertreten, andere Religionen wie Jains und Christen etc. bilden zahlenmäßig kleine Minderheiten. Der männliche Bevölkerungsanteil ist ca. 10 % höher als der weibliche.

## Wirtschaft
Das Umland von Sasaram ist in hohem Maße landwirtschaftlich orientiert und von Bewässerungskanälen durchzogen, aber es gibt auch mehrere Steinbrüche, in denen ein Teil der Einwohner Arbeit gefunden hat; in der Stadt selbst haben sich Handwerker, Händler und Dienstleister aller Art niedergelassen.

## Geschichte
Im 6. und 5. Jahrhundert v. Chr. residierte in der Region die Magadha-Dynastie. Über die mittelalterliche Geschichte Sasarams ist kaum etwas bekannt. Um das Jahr 1486 wurde hier Sher Khan Suri geboren, dem es in den Jahren nach 1531 gelang, große Teile Bihars und Bengalens unter seine Kontrolle zu bringen und in den Jahren 1539 bis 1545 sogar den opiumsüchtigen Großmogul Humayun aus Delhi zu vertreiben. Er straffte und organisierte das Mogulreich neu und ließ große Teile der späteren Grand Trunk Road anlegen und befestigen. Nach seinem Tod fiel die Stadt für Jahrhunderte der weitgehenden Bedeutungslosigkeit anheim.

## Sehenswürdigkeiten

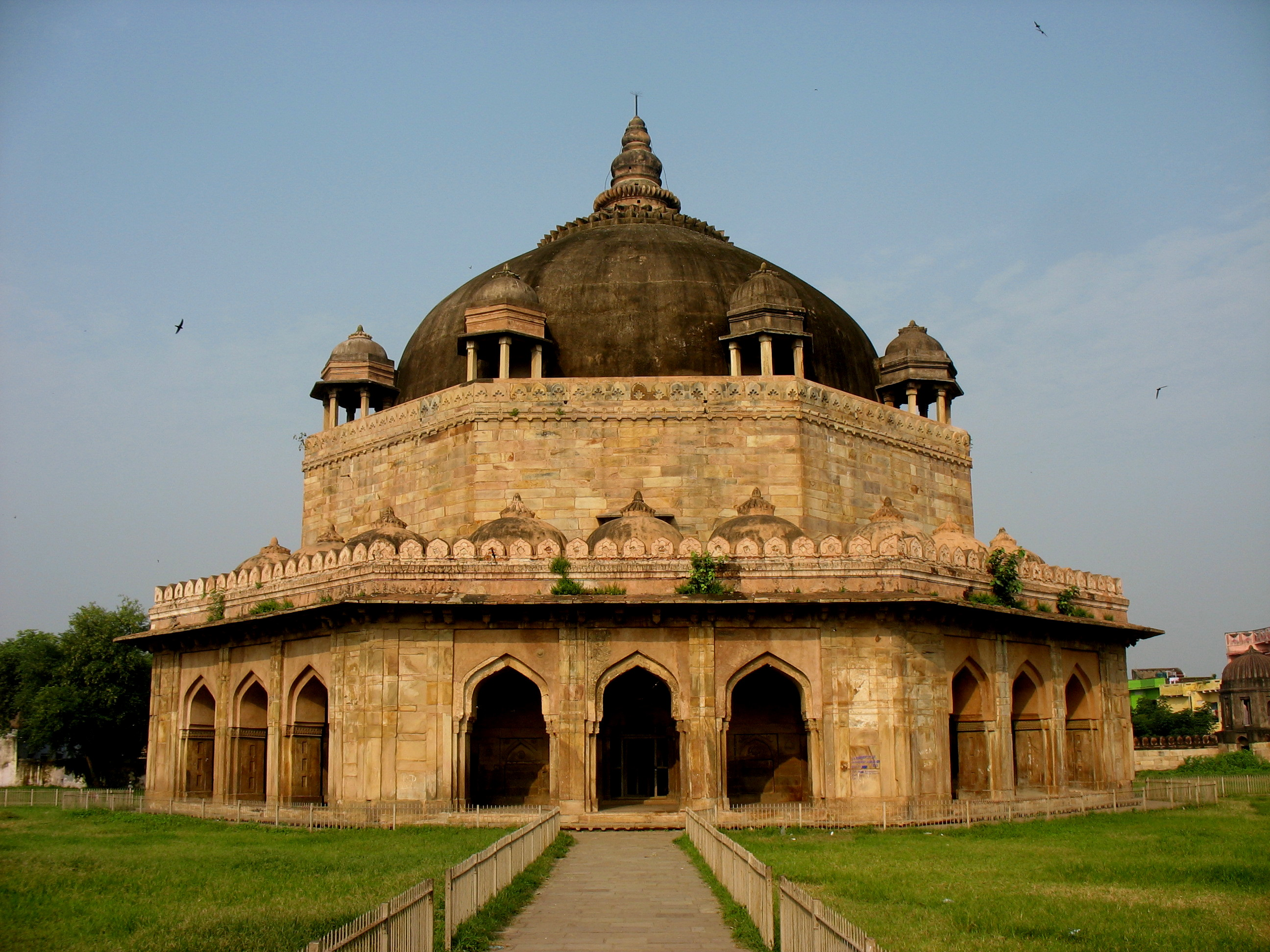
Hasan Khan Suri-Mausoleum

- Bedeutendste Sehenswürdigkeit von Sasaram ist das ca. 2 km westlich der Stadt in einem künstlich angelegten See erbaute Mausoleum Sher Khan Suris. Es folgt im Wesentlichen den Grabbauten der vor den Moguln in Delhi residierenden Lodi-Dynastie, übertrifft sie aber an Größe: Bemerkenswert sind der quadratische, festungsartige Unterbau, der oktogonale Grundriss des eigentlichen Grabbaus und sein zweigeschossiger Aufbau mit insgesamt 16 Dachpavillons (chhatris). Den Abschluss bildet eine Kuppel mit einem amalaka-ähnlichen Ring und einem vasenartigen Aufsatz (kalasha), die jedoch auf alten Fotos nicht zu sehen sind. Ursprünglich waren die Außenwände des Bauwerks zur Gänze mit blauen Kacheln bedeckt.
- Nur ca. 500 m östlich befindet sich das ähnlich gestaltete, aber etwas kleinere Grabmal (Sukha Roza) für Hasan Khan Suri, den Vater Sher Khans. Das Grabgelände ist von einer Mauer mit einem imposanten Torbau umgeben.
- Das ca. 800 m nördlich gelegene und ebenfalls von einem künstlich angelegte See umgebene Grabmal von Islam Shah Suri, dem 2. Sohn und Nachfolger Sher Khans, wurde nie vollendet; die Ruinen sind jedoch durchaus eindrucksvoll.

Umgebung
- Ca. 60 km südwestlich liegt die beeindruckende Festungsanlage Rohtasgarh auf einem Bergplateau über dem Fluss Son. Hinter einem imposanten Torbau (Hathiya-Pol) liegen die Ruinen einer von Maharaja Man Singh I. Ende des 16. Jahrhunderts erbauten Palastanlage. Ca. 1,5 km nordöstlich befinden sich die Ruinen befinden sich die Ruinen dreier Sakralbauten (Ganesh-Tempel, Rohtasan-Tempel) und (Devi-Tempel).

## Persönlichkeiten
Um das Jahr 1486 wurde in Sasaram der Feldherr und zeitweilige Usurpator des Mogulreichs Sher Khan Suri geboren.